# Хадерлап, Майя
Майя Хадерлап (нем. Maja Haderlap; род. 8 марта 1961, Айзенкаппель-Феллах, Каринтия) — австрийская писательница, поэтесса, драматург.

## Биография
Родилась в Каринтии, принадлежит к словенскому меньшинству, пишет на словенском и немецком языках. Изучала германистику и историю театра в Венском университете, защитила диссертацию по театроведению. Дебютировала книгой стихов в 1983. Читала лекции и курировала издательскую программу в Клагенфуртском университете. Заведовала литературной частью Клагенфуртского городского театра (1992—2007), написала историю театра за эти годы. Издавала литературный журнал каринтийских словенцев Mladje. Переводила со словенского стихи Сречко Косовела и Таи Крамбергер.
Член Грацевского сообщества авторов. Живёт в Клагенфурте.

## Произведения
- Žalik pesmi, стихи (1983)
- Bajalice, стихи (1987)
- Gedichte — Pesmi — Poems (1989)
- Der Papalagi, инсценировка пародийно-сатирического романа Ханса Пааше (1990)
- Deček in sonce, проза (2000)
- Между политикой и культурой/ Med politiko in kulturo, эссе (2001)
- Das Stadttheater Klagenfurt 1992 bis 2007. Die Ära Dietmar Pflegerl (2007)
- Ангел забвения, роман-сага/ Engel des Vergessens (2011; премия Ингеборг Бахман, 2011; премия Бруно Крайского за политическую книгу, 2011, и др.; переизд. 2012, 2013; словен. пер. 2012)

## Признание
- Поощрительная премия земли Каринтия (1983).
- Премия Фонда Прешерна (1989).
- Премия Хуберта Бурды (2004).
- Почётный знак земли Каринтия (2011).
- Премия Винценца Рицци (2013) и др.
- Почётный доктор Клагенфуртского университета (2012).
- Орден «За заслуги»[словен.] (5 июня 2015 года, Словения)[3].
- В 2016 году была избрана членом Немецкой академии языка и поэзии[4].
- В 2017 году стала обладательницей премии «PEN Translation»[5].
- Премия Макса Фриша (2018)[6].